# Roland Fréart de Chambray

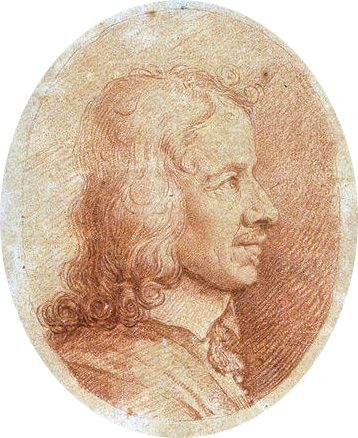
Roland Fréart de Chambray

Roland Fréart de Chambray (Le Mans, 13 juli 1606 - Le Mans, 11 december 1676) was een Franse architectuur- en kunsttheoreticus. Hij bezat een diplomatieke functie en hoewel hij geen professionele schrijver was, is zijn mening als architectuurtheoreticus toch van belangrijke waarde voor het begrip van de klassieke ordes. Zijn werken, die hij zelf schreef, vertaalde of uitgaf, handelen over kunst, architectuur en wiskunde.
Fréart is waarschijnlijk het meest bekend door zijn bijdrage aan de polemiek tussen ‘les Anciens et les Modernes’. Deze was bijna heel de 17de eeuw aanwezig en draaide om de vraag hoe men moest omgaan met vernieuwing.

## Werken

### Eigen werken

#### Parallèle de l’architecture antique en de la moderne
In 1640 werd hij samen met zijn broer Jean Fréart de Chantelou naar Rome gestuurd om informatie te winnen over de antiquiteiten van Rome. Uit zijn systematisch onderzoek naar de correcte proporties volgde zijn Parallèle de l’architecture antique et de la moderne (1650), dat handelt over de superioriteit van de Griekse en Romeinse kunst tegenover die van de moderne tijd. Hierin verdedigt hij zijn standpunt als een van de Anciens in ‘La querelle des Anciens et des Modernes’.
Hij koos ervoor om zijn traktaat te beperken tot de ordes en dit te doen op een vergelijkende manier, die voorbeelden uit de Klassieke periode tegenover voorbeelden uit de Renaissance zou zetten.
Binnen de vijf ordes maakt hij een onderscheid tussen twee soorten: de drie Griekse (Dorisch, Ionisch, Korinthisch), die staan voor de bloei en perfectie van de ordes en de twee Romeinse (Toscaans en Korinthisch) die hij beschouwt als afgeleide –en eigenlijk overbodige- mengvormen.
Per orde worden tien moderne auteurs per twee met elkaar vergeleken -Palladio en Scamozzi, Serlio en Vignola, Barbaro en Cataneo, Alberti en Viola, Bullant en Delorme- en daarna getoetst aan een antiek voorbeeld.
Fréart meet de verschillen tussen de diverse auteurs aan hun afstand tot de oorspronkelijke antieke voorbeelden: Palladio en Scamozzi benaderen het ideaal volgens hem het best. Bullant en de l’Orme golden slechts als commentatoren van Vitruvius. Hij gaf er dan ook de voorkeur aan om de beste voorbeelden van de Oudheid na te volgen: ‘Il est toujours plus certain d’aller à la source et suivre précisément les modénatures et les proportions des édifices antiques, qui ont le consentement et l’approbation universelle de ceux de la profession, comme à Rome le théâtre de Marcellus,
le temple de la Rotonde, les trois colonnes près le Capitole, et quelques autres semblables dont je ferai voir ici le profil sur chacun des ordres, en ensuite ceux des architectes modernes ...’
Dit alles resulteerde in een poging om de Franse architect dezelfde vrijheid te geven als de Antieken en zo het pad te effenen voor andere Franse “afwijkingen” van de Italiaanse barok.
Het boek werd extreem goed ontvangen in Frankrijk en Engeland, waar het vertaald werd door John Evelyn in 1664.

#### Andere eigen werken
In zijn eigen traktaat, Idée de la perfection de la peinture (1662), geeft hij zijn eigen opvattingen over schilderkunst weer. Hij had grote bewondering voor Poussin, die hij in Rome ontmoette, maar hij verachtte Caravaggio en Rubens voor het negeren van de klassieke principes.
In 1665 verbleef Fréart in Parijs gedurende Bernini’s bezoek en samen met Colbert en Paul Fréart de Chantelou, zijn jongere broer, bestudeerde hij er aandachtig de plannen van de Italiaan. Op 30 augustus 1665 benoemde Colbert hem persoonlijk tot coördinator van de oprichting van Bernini’s Louvre, na diens vertrek later dat jaar. Opvallend is dat de classicistische Fréart Bernini’s barokke paleis zou verkozen hebben boven de colonnade.
In december 1667 werd Fréart teruggeroepen uit Le Mans en verbleef hij weer een hele tijd in Parijs. In deze periode worstelde het Petit Conseil met het herontwerpen van het centrale paviljoen en de eindpaviljoenen van de oostelijke façade van het Louvre. Wanneer Fréart’s mening erg belangrijk bleek voor de verdere oprichting, werd duidelijk dat Fréart, hoewel geen architect, toch een belangrijke invloed had.

### Publicaties
Fréart maakte de eerste gedrukte versie van Leonardo da Vinci’s Traktaat over de schilderkunst, gepubliceerd in Parijs in 1651 in het Frans en het Italiaans.
Nadat hij de gelegenheid kreeg om in Italië de originele platen van Palladio, te onderzoeken, publiceerde hij ook vertalingen van Palladio’s Quattro libri dell'architettura.

## Methodiek
De methodiek die Fréart bij zijn onderzoek hanteert, lijkt objectief, maar is dat eigenlijk niet. Hij gaat ervan uit dat architectuur de ideale proporties kende tijdens de Griekse periode, dat die zijn overgenomen door de Romeinen, dat er nog twee nieuwe zuilen aan werden toegevoegd en dat deze beschreven staan in Palladio’s vierde boek.
Ook de keuze van monumentale overblijfselen voor zijn onderzoek is niet toevallig. Ze geven hem niet alleen de mogelijkheid om zijn theorie te staven, maar hij ziet er een erfgenaam van de antieke Griekse cultuur in. Deze gebouwen werden dus gekozen omdat ze het minst bedorven waren door imitaties van de Romeinen.
Een tweede subjectiviteit vinden we in Fréarts omgang met de verschillende klassieke bronnen. Vitruvius en de monumentale overblijfselen vertegenwoordigen een feitelijke inconsistentie. Hij omzeilt deze echter door de ruïnes als feitelijke gegevens te behandelen. En door Vitruvius als afspiegeling voor een klassieke maatschappij te zien.

### Architectuur
Fréart zocht naar een manier om architectuur te rationaliseren. Het rationeel proces bestaat erin structurele stappen te volgen en zo gebouwen te maken. Echte regels maken kon echter niet, want dat zou betekenen dat architectuur altijd dezelfde vorm zou hebben. En zo’n standaard bestaat volgens hem niet. Architectuur past zich aan aan tijd, decor en culturele context. Ze evolueert en wordt gehistoriseerd.

## Symmetria en oekonomia
Tijdens zijn onderzoek stelde hij vast dat zelfs de Antieke bouwwerken geen homogeniteit vertoonden in de toegepaste ordes en hun proporties. Volgens hem zijn het die dingen waarmee een architect goed moet proberen omgaan om zo een mooi gebouw te creëren.
Schoonheid hangt volgens Fréart niet af van de maat en de uitvoering van elk afzonderlijk deel, maar van de symmetria en oekonomia van het geheel.
Symmetria heeft te maken met de visuele samenhang die uiteindelijk moet resulteren in de schoonheid en harmonie van het gebouw. Hierin zit een duidelijk verschil met Vitruvius, die symmetria bereikt door alle maten terug te voeren naar één vaste module.
Oekonomia heeft te maken met de juiste aanwending van de ontwerpmiddelen. Dit moet het gebouw in zijn geheel cultureel passend maken. Oekonomia leidt dus tot decor.
Volgens Fréart kunnen enkel mensen die iets van kunst kennen, met andere woorden, mensen met smaak, deze eigenschappen herkennen in een gebouw.
Hierin zit dan weer een belangrijk verschil met Perrault. Volgens deze laatste kunnen alle mensen in een bepaalde context de objectieve en arbitraire schoonheid herkennen in een gebouw. Men hoeft dus niet noodzakelijk iets van kunst te weten.

## Ornamentiek
Fréart maakt een duidelijk onderscheid tussen decor en ornamentiek. Ornamentiek kan ingezet worden om de schoonheid van de gebruikte orde verder uit te bouwen, maar het is volgens Fréart van minder belang dan het nastreven van goede proporties. In tegenstelling tot bijvoorbeeld Alberti, plaatst hij de zuilenordes niet bij ornamentiek, vanuit zijn overtuiging dat schoonheid bekomen wordt door de proporties.
Fréart argumenteert: ‘De verwarring van de decoratie doet het oog van de kennis kwaad’. Hiermee wil hij duidelijk maken dat wanneer ornamentiek verkeerd wordt ingezet, het in staat is het decor aan te tasten. Hij pleit dus voor een leesbare architectuur, die enkel kan bekomen worden door het gebruik van de goede ordes.
- Biblioteca Nacional de España: XX1241273
- Bibliothèque nationale de France: cb11903494v (data)
- Gemeinsame Normdatei: 123133769
- International Standard Name Identifier: 0000 0001 2126 0854
- Library of Congress Control Number: n83050562
- Nationale Bibliotheek van Israël: 987007274541205171
- Nederlandse Thesaurus van Auteursnamen: 16599763X
- RKD-Nederlands Instituut voor Kunstgeschiedenis: 436602
- Istituto Centrale per il Catalogo Unico: CFIV103401
- SNAC: w6zs3280
- Système universitaire de documentation: 026873877
- Trove: 915844
- Union List of Artist Names: 500261198
- Virtual International Authority File: 29652587
- WorldCat: E39PBJpdQD7QvxJFC9Fd6vpVmd